# Arhitectura safevidă

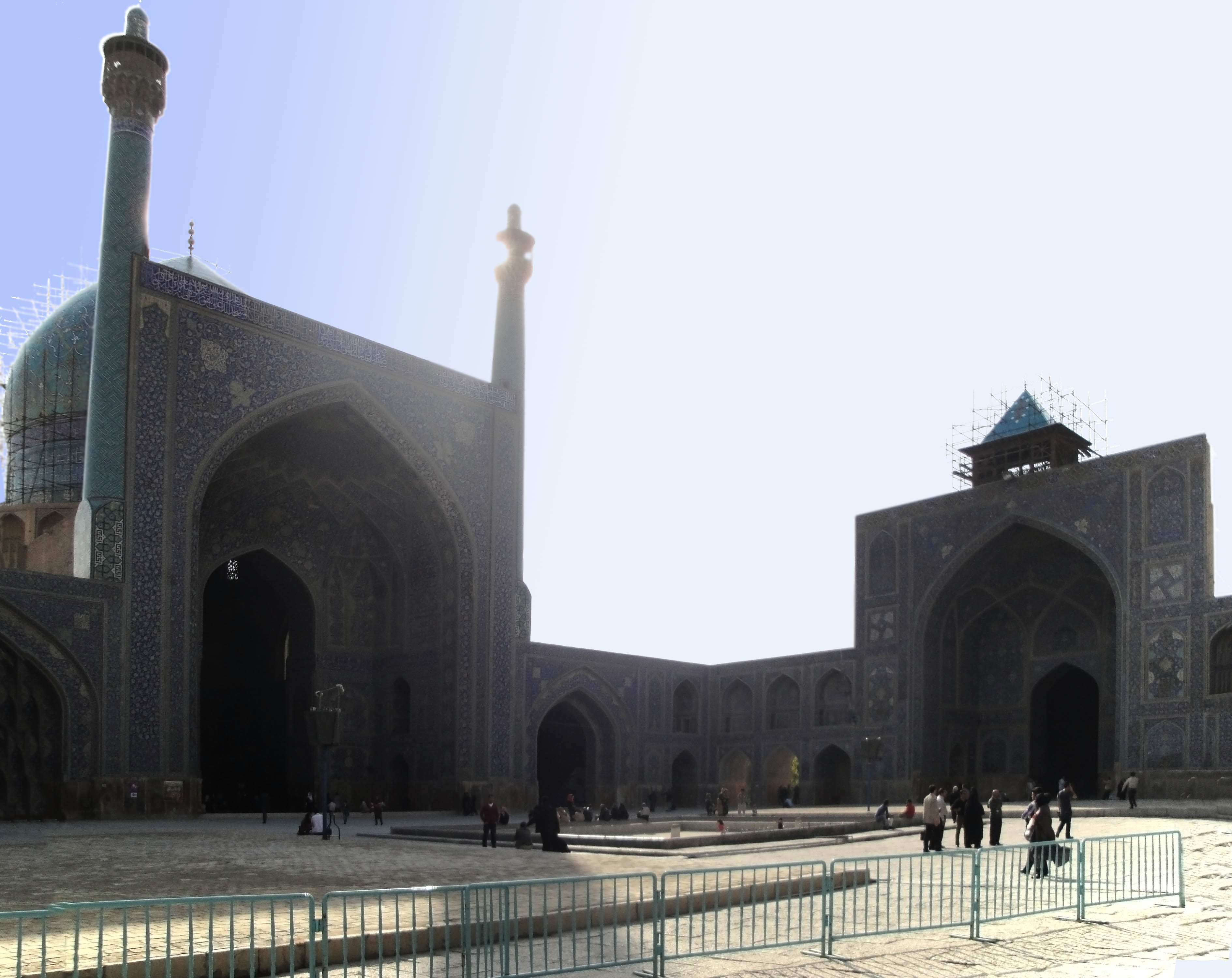
Moscheea Shah din Isfahan, simbol al arhitecturii safevide.

Arhitectura safevidă este stilul arhitectonic dezvoltat în cadrul Imperiului Safevid din Persia (Iranul de azi). Perioada domniei dinastiei Safevide (1501-1722) este cunoscută ca o perioadă de dezvoltare a unei arhitecturi unitare și este considerată a fi perioada în care au apărut cele mai mari realizări artistice în materie de arhitectură iraniană de după cucerirea musulmană a Persiei din secolul al VII-lea.

## Istorie
Din punct de vedere istoric, se disting mai multe perioade ale dezvoltării arhitecturii safevide:

### Perioada Șahului Ismail I (1501-1524)

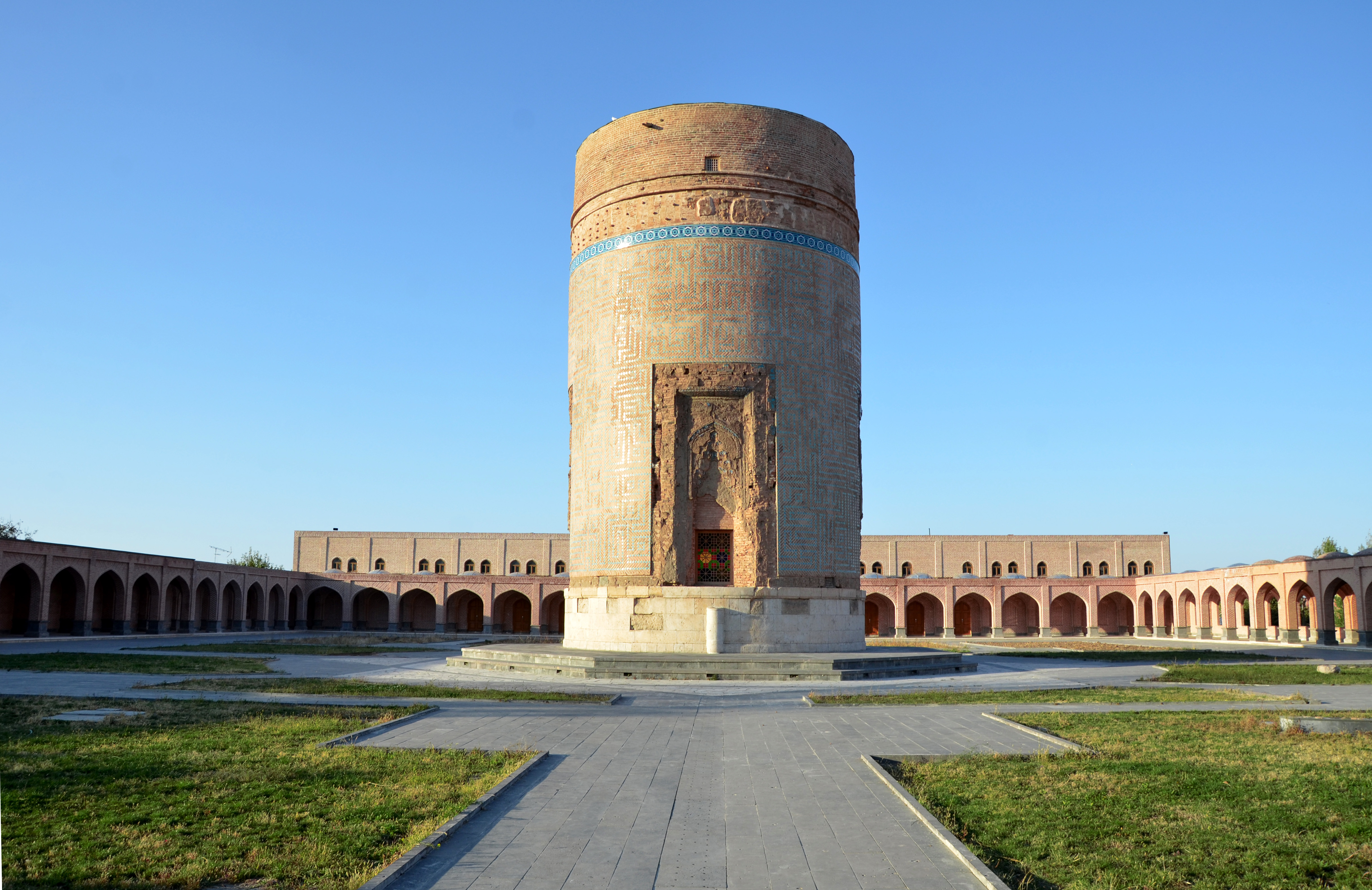
Mausoleul Şeicului Haydar.

Primul șah al dinastiei, Ismail I, a urmat o politică destul de intensă în cea ce privește restaurarea unor edifici din diferite orașe asociate cu anumite personalități ale șiismului, orașe precum Karbala, Najaf sau Samarra din Irak și Mashhad din Iran. Monumentele din Tabriz, capitala noului imperiu au fost și ele restaurate. Alte lucrări importante au avut loc la Ardabil, locul unde se află înhumat șeicul Safi-ad-Din, strămoșul dinastiei și un mare mistic sufist. De asemenea, Ismail l-a îngropat aici pe tatăl său, Șeicul Haydar, în anul 1509, construindu-i un mare mausoleu. În linii mari în această perioadă s-au păstrat elemente din stilurile precedente, nefiind făcute modificări semnificative. Tot în această perioadă a activat la curtea șahului celebrul Mirza Shah Hussein Isfahani, cel mai priceput arhitect al acestei perioade, ce a construit edificii precum mausoleul misticului Harun-e Vilayat din Isfahan, construit între 1512-1513 și Moscheea lui Ali, construită în anul 1522.

### Perioada Șahului Tahmasp I (1524-1576)
La începutul domniei sale, șahul Tahmasp I, s-a dovedit a fi destul de indiferent în materie de arhitectură, mulțumindu-se totuși cu restaurarea moscheilor și sanctuarelor din Kerman, Shiraz, Isfahan, Mashhad și Ardabil. În anul 1548, Tahmasp mută capitala la Qazvin, unde va înfrumuseța orașul prin lucrări publice frecvente. Ca o inovație a acestei perioade o reprezintă pictura murală din edificiile laice ce înfățișează scene de vânătoare sau petreceri. O astfel de clădire este casa guvernatorului din Nain, construită în stilul edificiilor cu patru iwanuri între anii 1565-1575, prezentând fabuloase picturi cromatice. Un alt exemplu îl reprezintă grădinile din Sadatabad, cu alei, coloane, băi și trei pavilioane fantastice: Gombad-e Muhabbat, Iwan-e Bagh și Chehel Sutun. Picturile celui din urmă pavilion sunt considerate a fi cele mai frumoase din tot complexul. Pe lângă picturi, o altă inovație importantă este scrierea pe panouri de pânză a unor poeme celebre ca cele ale lui Hafez sau povești precum cele ale lui Farhad și Shirin, aceste scrieri având rol decorativ.

### Perioada Șahului Abbas I (1588-1629)
Perioada domniei lui Abbas I  este considerată a fi perioada de vârf sau de apogeu a arhitecturii safevide. În anul 1598, capitala este mutată la Isfahan, acest lucru însemnând transformarea orașului în principalul centru al arhitecturii safevide. Noua capitală a fost organizată în jurul piețeii Meydan-e Imam, un spațiu imens cu dimensiunile de 519 metri lungime și 159 lățime. Aici au fost construite cele mai importante edificii ale orașului. Palatul Ali Qapu, reședința șahului, este una dintre ele. Având o dimensiune destul de mare, palatul este decorat cu numeroase picturi murale ce reprezintă păsări, păduri și diferite alte animale, aceste picturi fiind asemănătoare cu cele din China. De aici, șahul lua decizii, supraveghea orașul și inspecta trupele ce se adunau în marea piață. O altă clădire importantă este Moscheea Shah, construită între anii 1611-1629, cu puțin timp înainte de moartea lui Abbas. Cu o suprafață totală de 18.000 de metri pătrați, aceasta este cea mai mare moschee din Isfahan și una dintre cele mai mari din Iran. Ea prezintă un dom, patru minarete și patru iwanuri cu patru porți colosale. În apropierea ei se află Moscheea lui Lotfollah, construită mai devreme între anii 1603-1619 și fiind exclusiv rezervată șahului și familiei sale. Pe lângă toate acestea au mai fost construite poduri, grădini și pavilioane, dar au fost restaurate și monumente mai vechi precum Marele Bazar sau Moscheea Jameh, cea mai veche din oraș. Principalul arhitect al acestei perioade este Shaykh Bahai. De asemenea, au avut loc numeroase lucrări la vechile orașe sfinte ale șiismului, moscheile și sanctuarele de acolo fiind acoperite cu aur.

### Ultima perioadă
Sub patronajul ultimilor șahi au fost construite edificii de dimensiuni mai mici în comparație cu perioadele anterioare. Pavilionul Hasht Behesht este un exemplu fiind compus din opt cămăruțe dispuse circular în jurul unei clădiri acoperite cu un dom și având patru iwanuri. Clădirea datează din anul 1671, din perioada șahului Suleyman I și este decorată cu ceramică exterioară și picturi cromatice cu nuanțe de galben. Un alt exemplu este Medresa Madar-e Shah, construită între anii 1706-1714. Ea nu prezintă nicio inovație, fiind construită după modelul Moscheii Shah din Isfahan, dar la o scară mult mai mică. Cu toate acestea ea prezintă în interior un sistem cromatic mult mai evoluat, format dintr-o rețea de linii galbene și verzi. Astfel, se observă ușor o stagnare a arhitecturii safevide, după căderea imperiului adoptându-se noi stiluri, dar vor prezenta o influență a acestei arhitecturi ca o moștenire a safevizilor. 

## Exemple de arhitectură safevidă

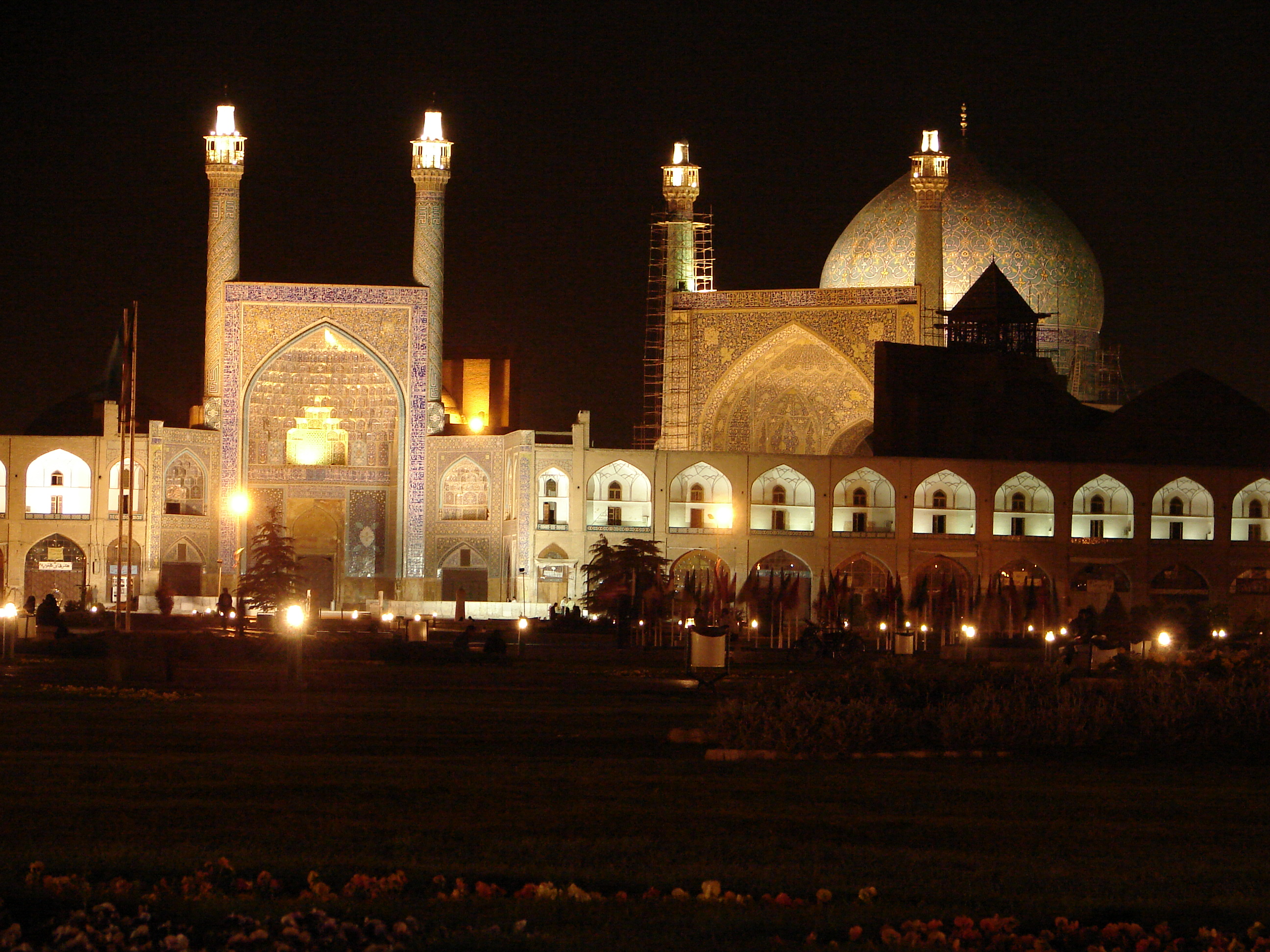
Moscheea Shah, Isfahan, Iran.
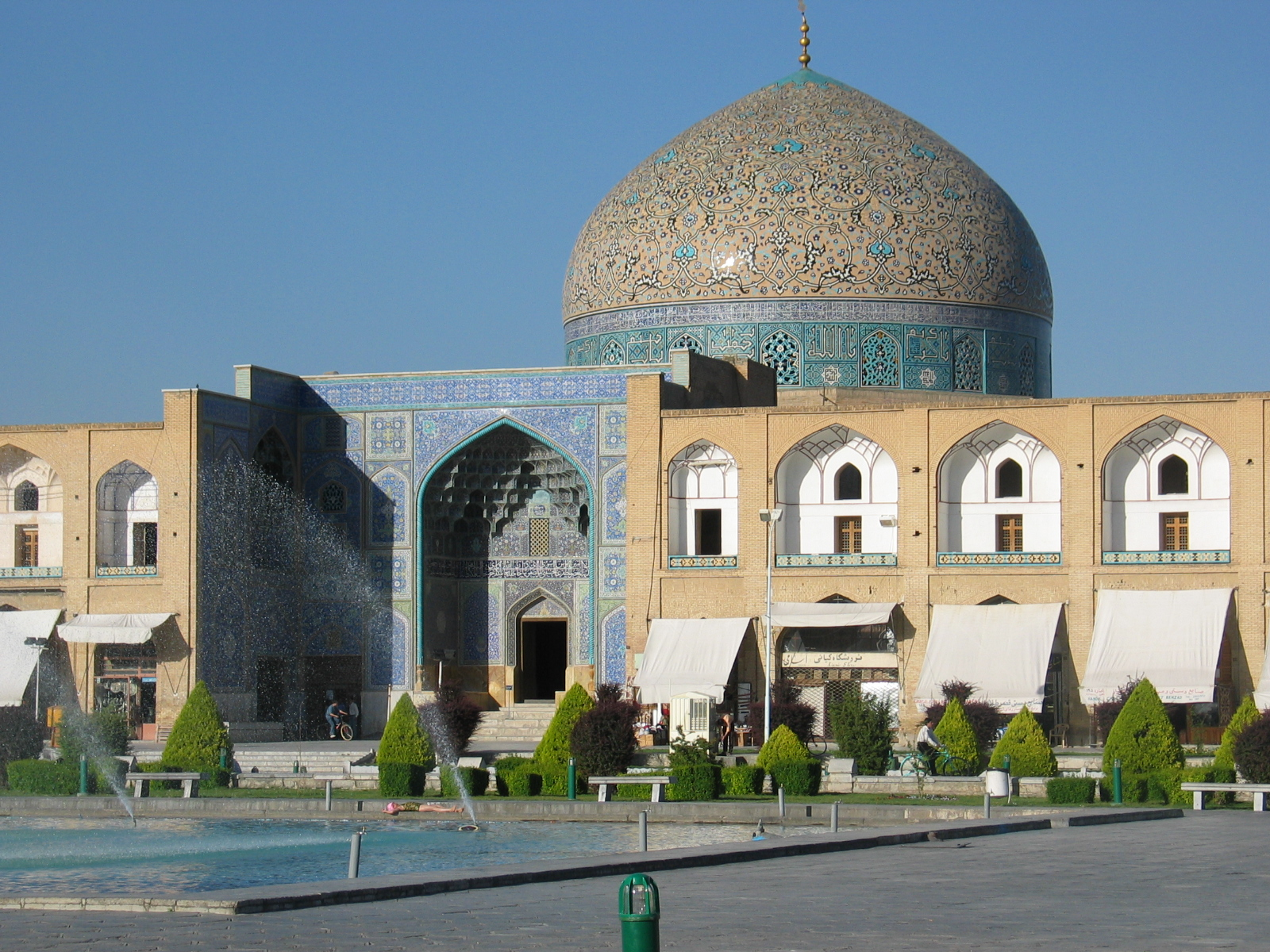
Moscheea lui Lotfollah, Isfahan, Iran.
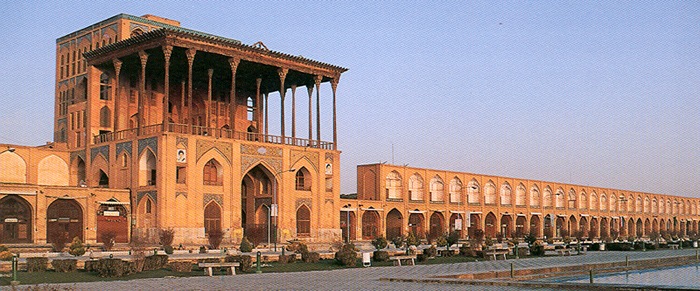
Palatul Ali Qapu, Isfahan, Iran.
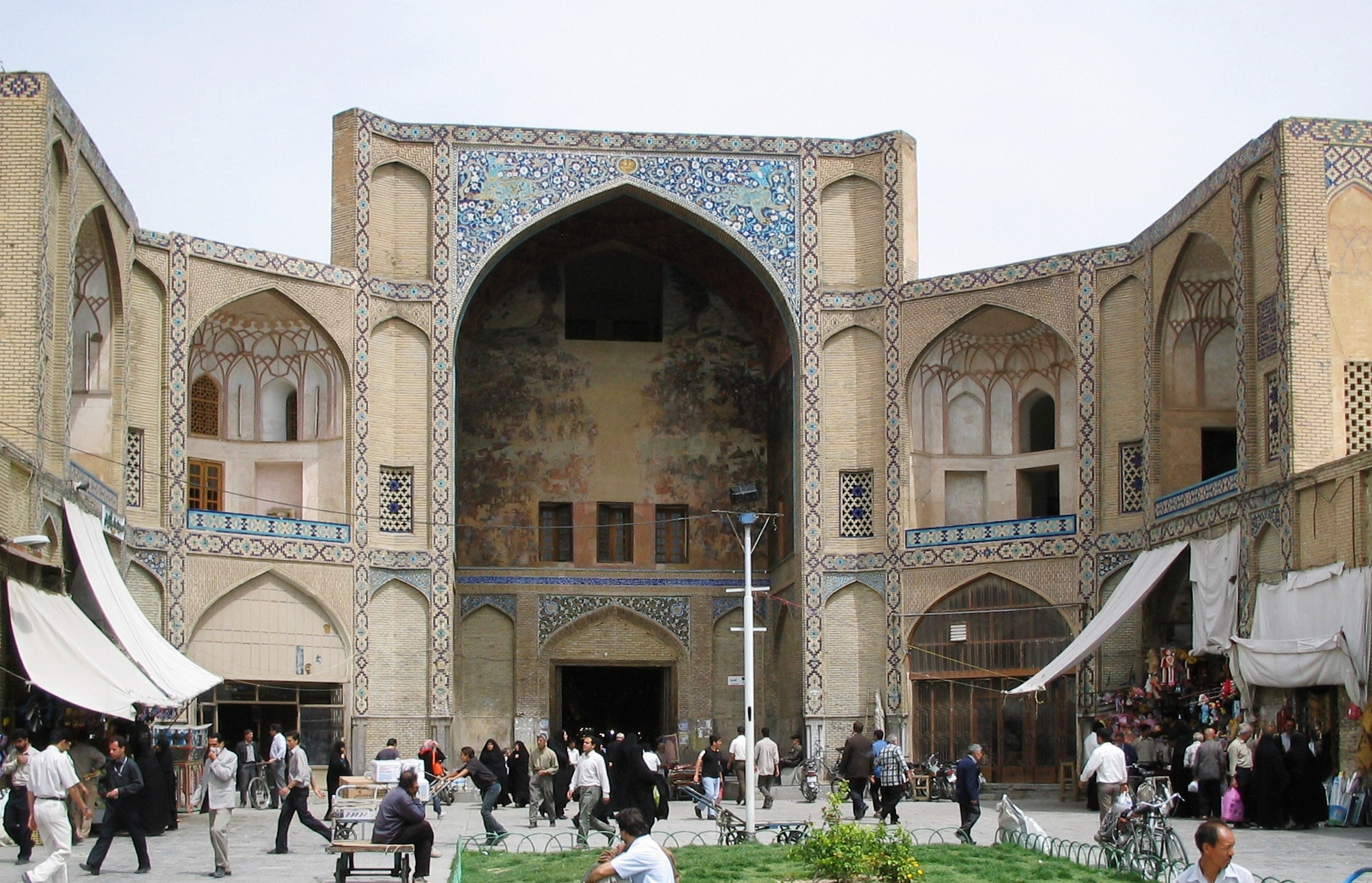
Marele Bazar, Isfahan, Iran.
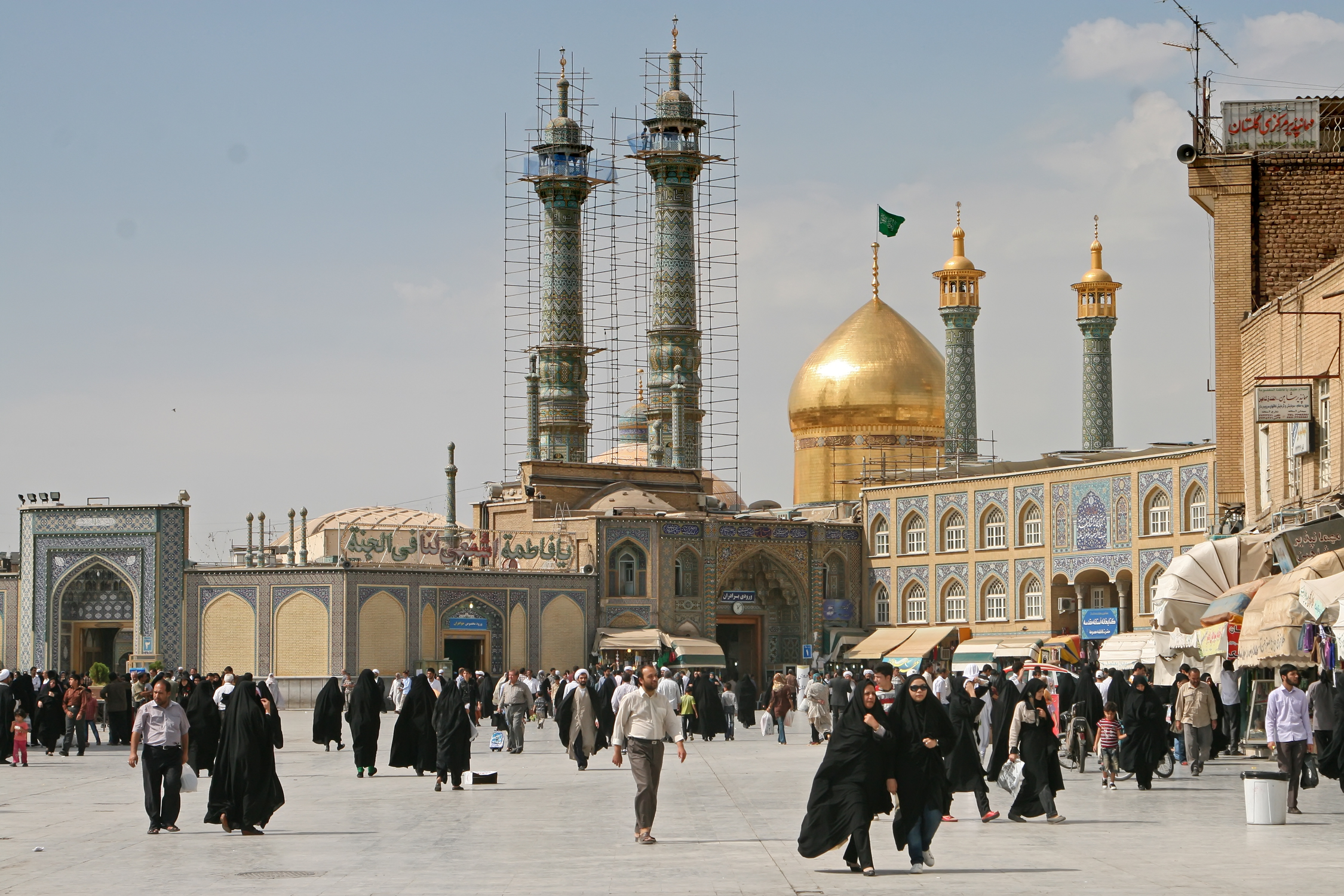
Moscheea lui Fatima Masumeh, Qum, Iran.
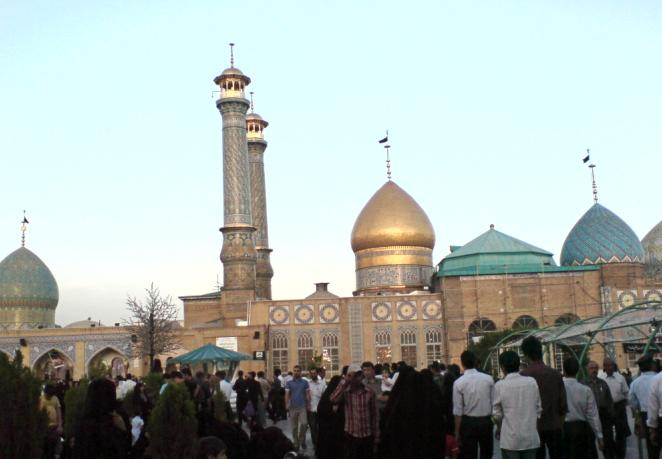
Moscheea lui Abdulazim, Rey, Iran.
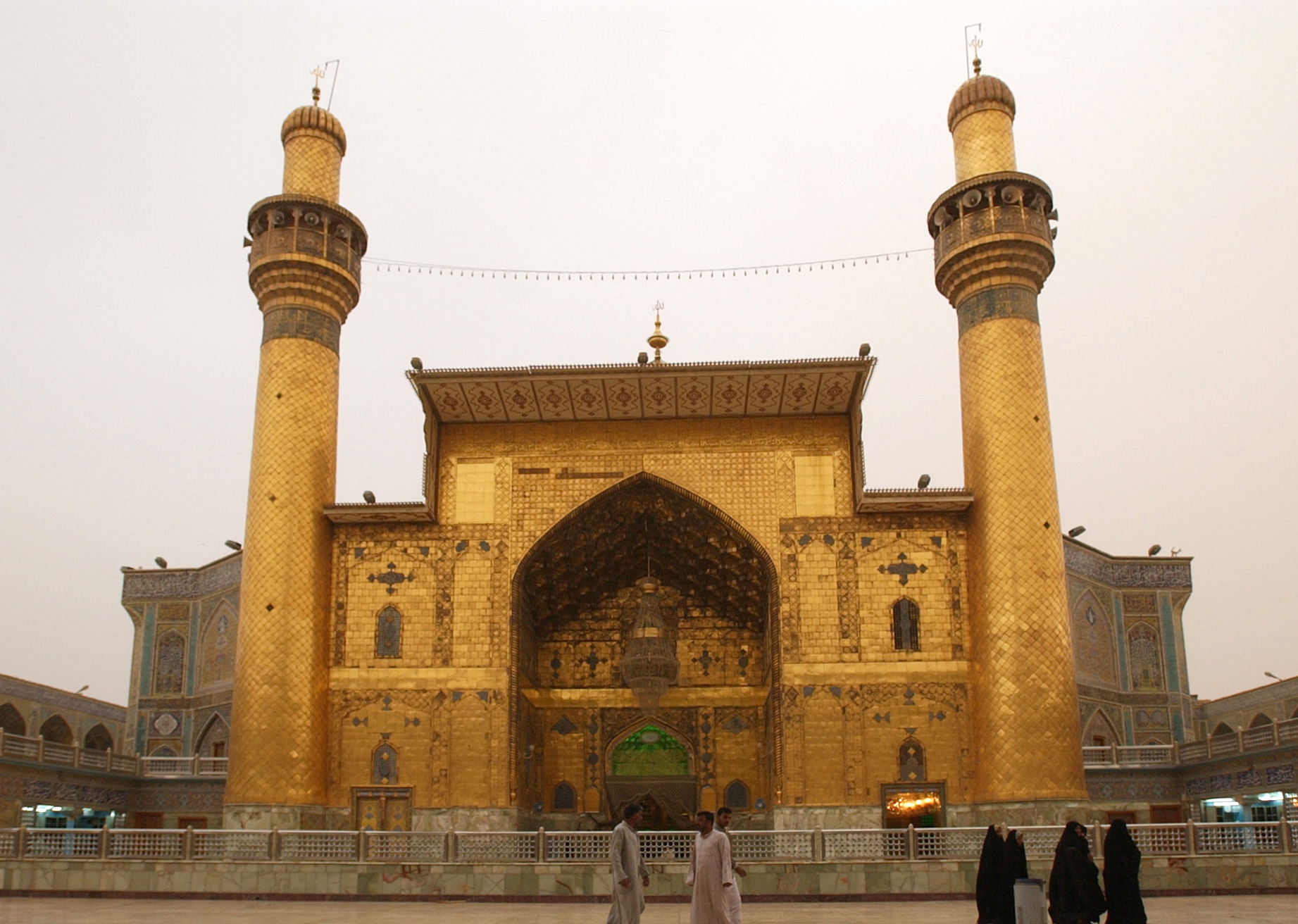
Moscheea Imamului Ali, Najaf, Irak.
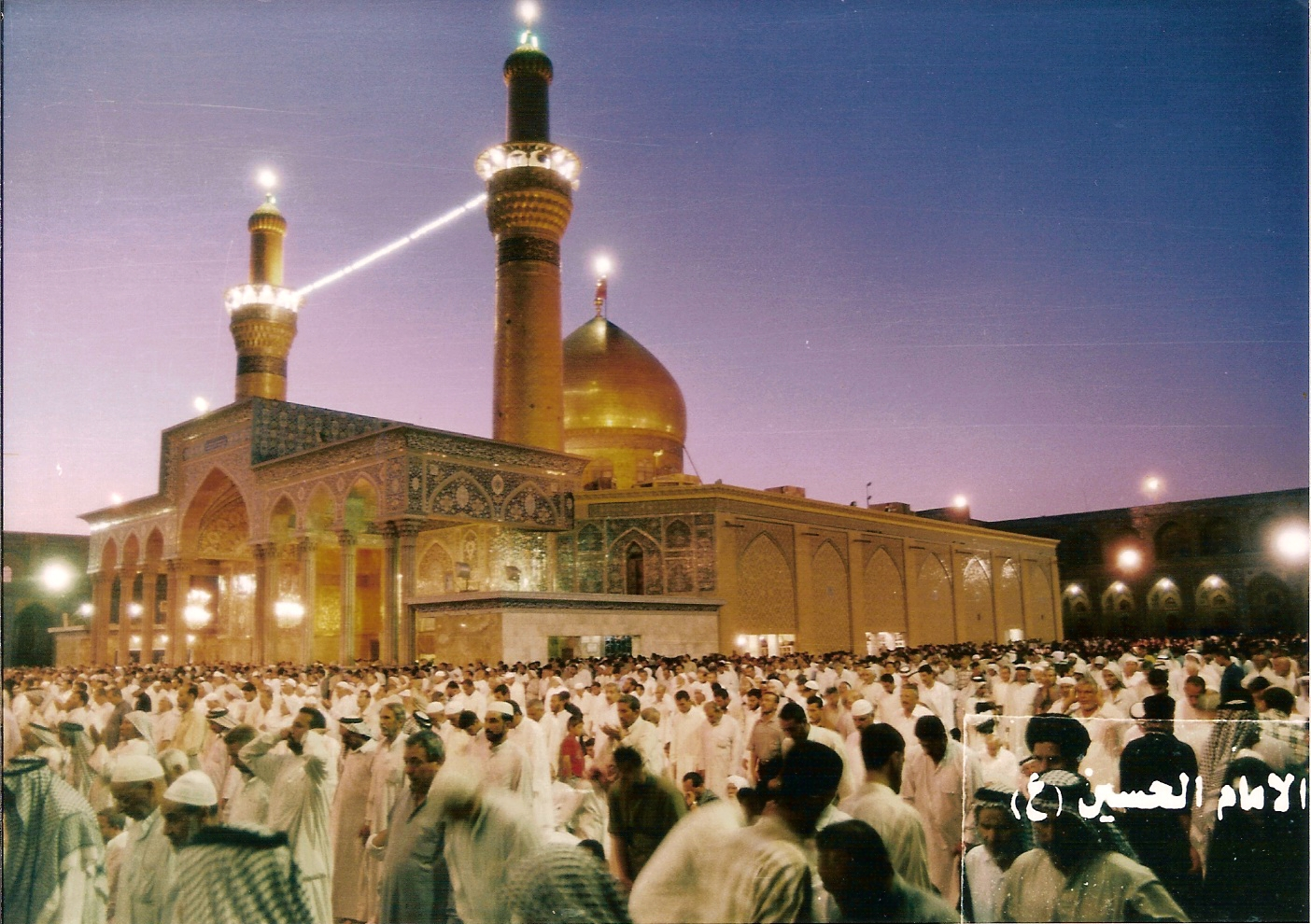
Moscheea Imamului Hussein, Karbala, Irak.
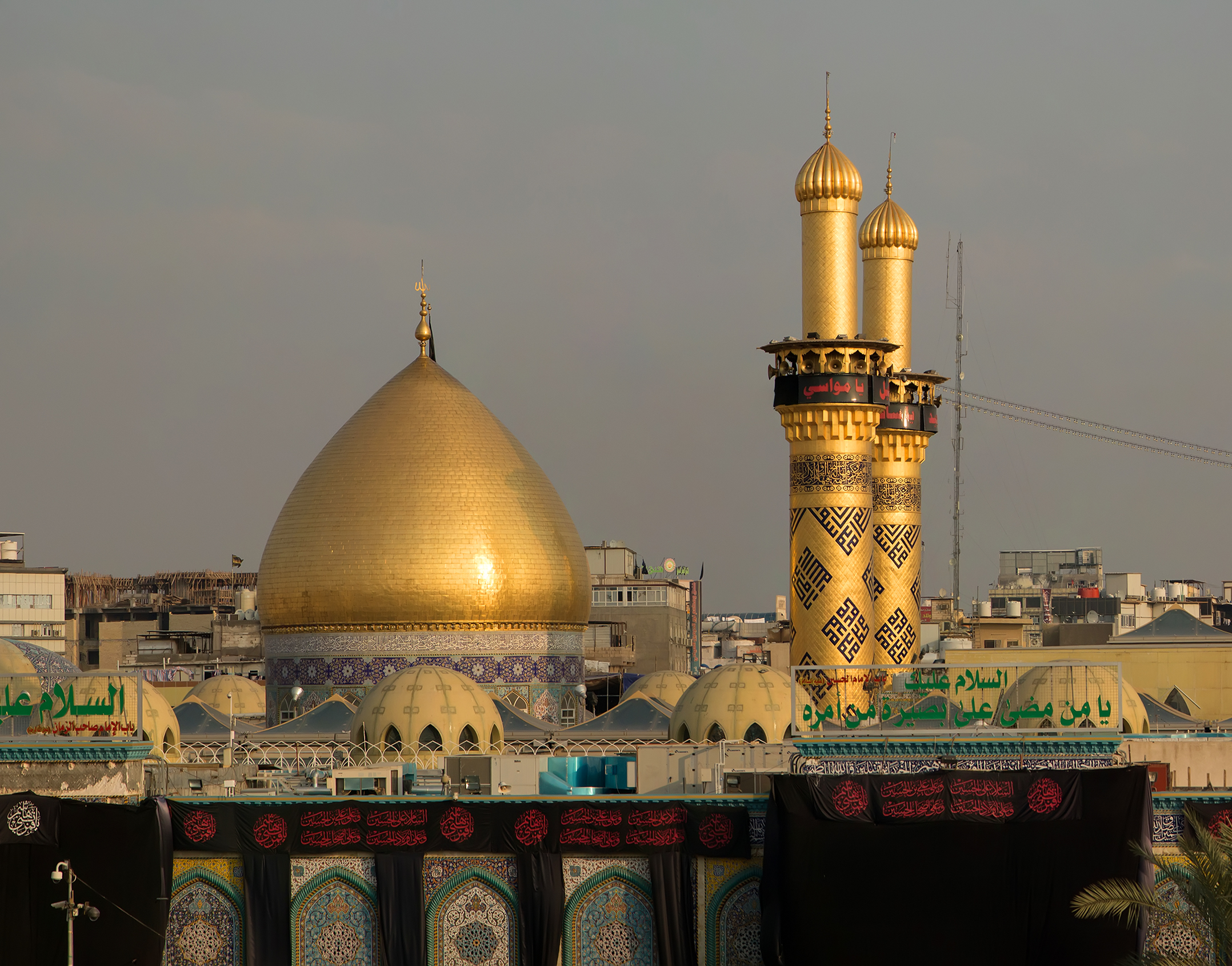
Moscheea Al Abbas, Karbala, Irak.
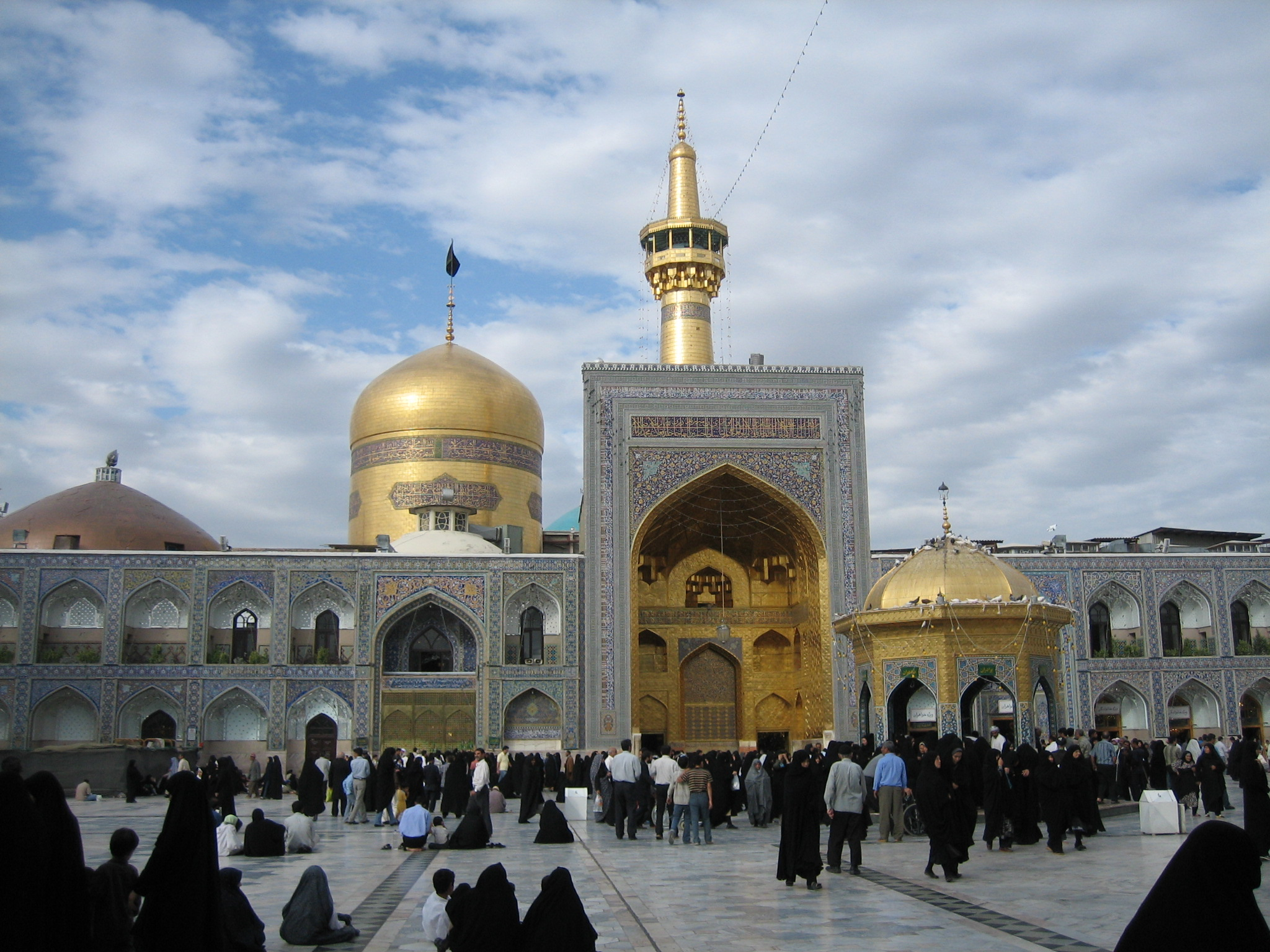
Moscheea Imamului Ridha, Mashhad, Iran.
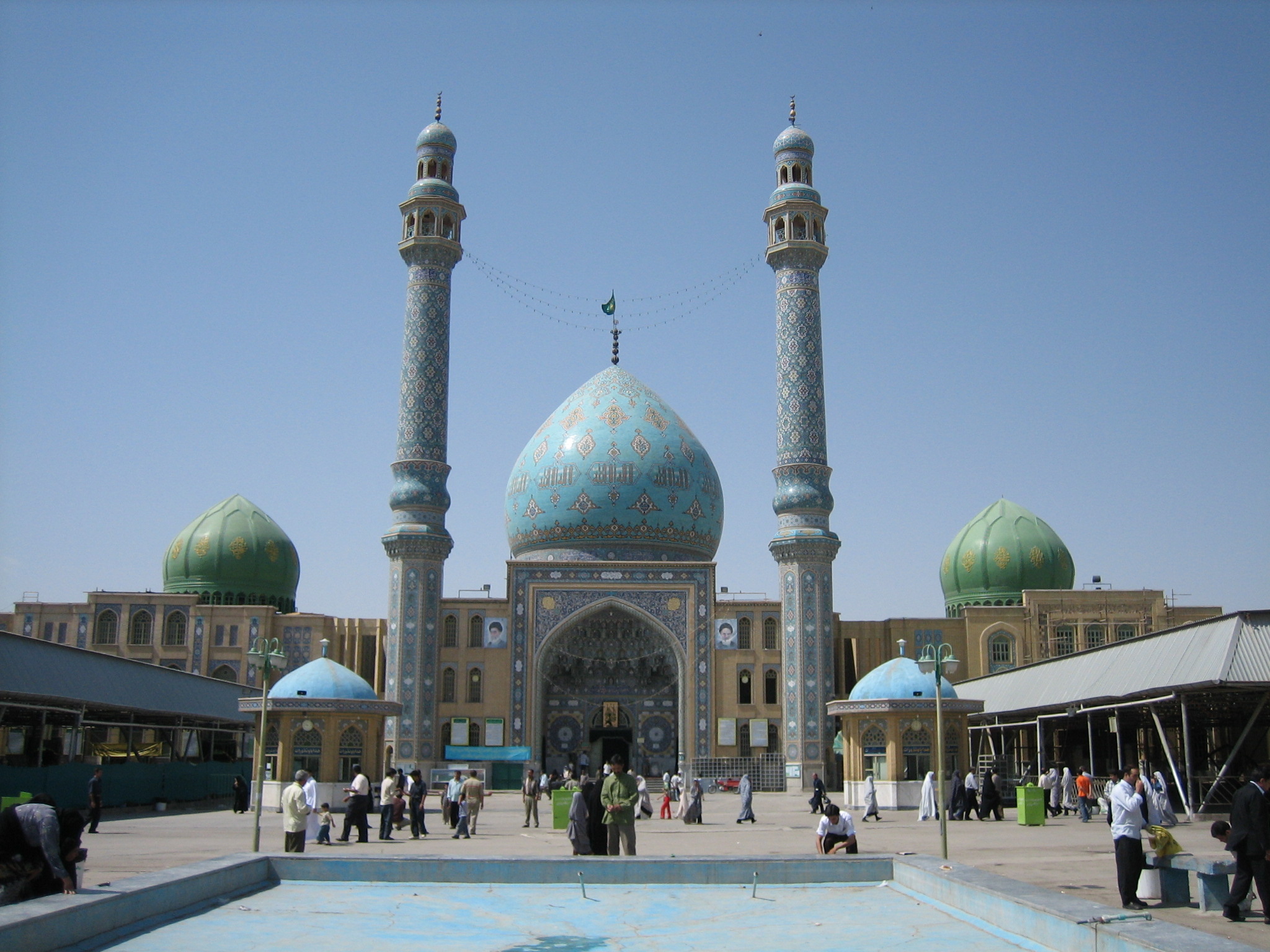
Moscheea Jamkaran, Jamkaran, Iran.
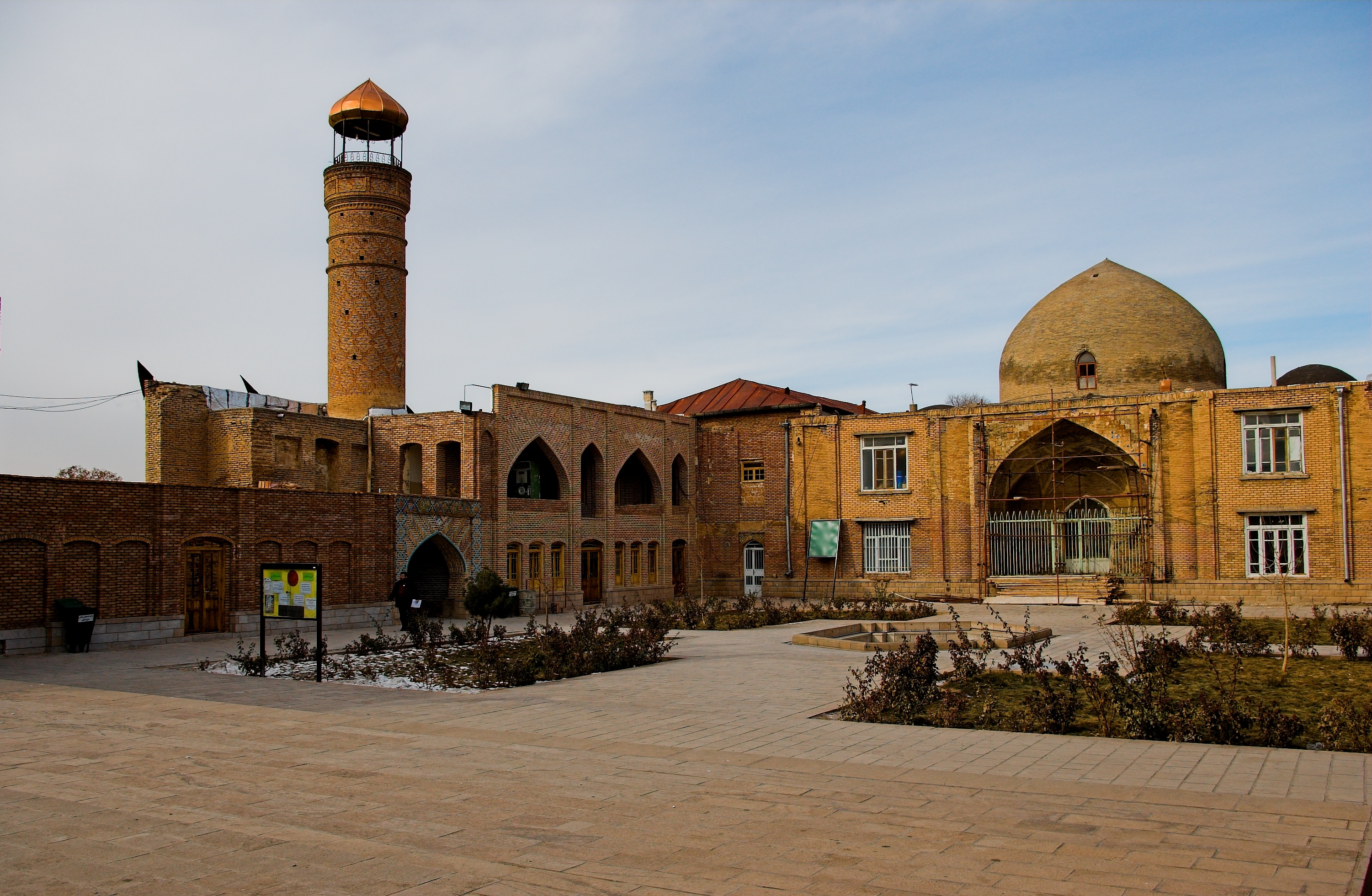
Moscheea Hamzah, Tabriz, Iran.
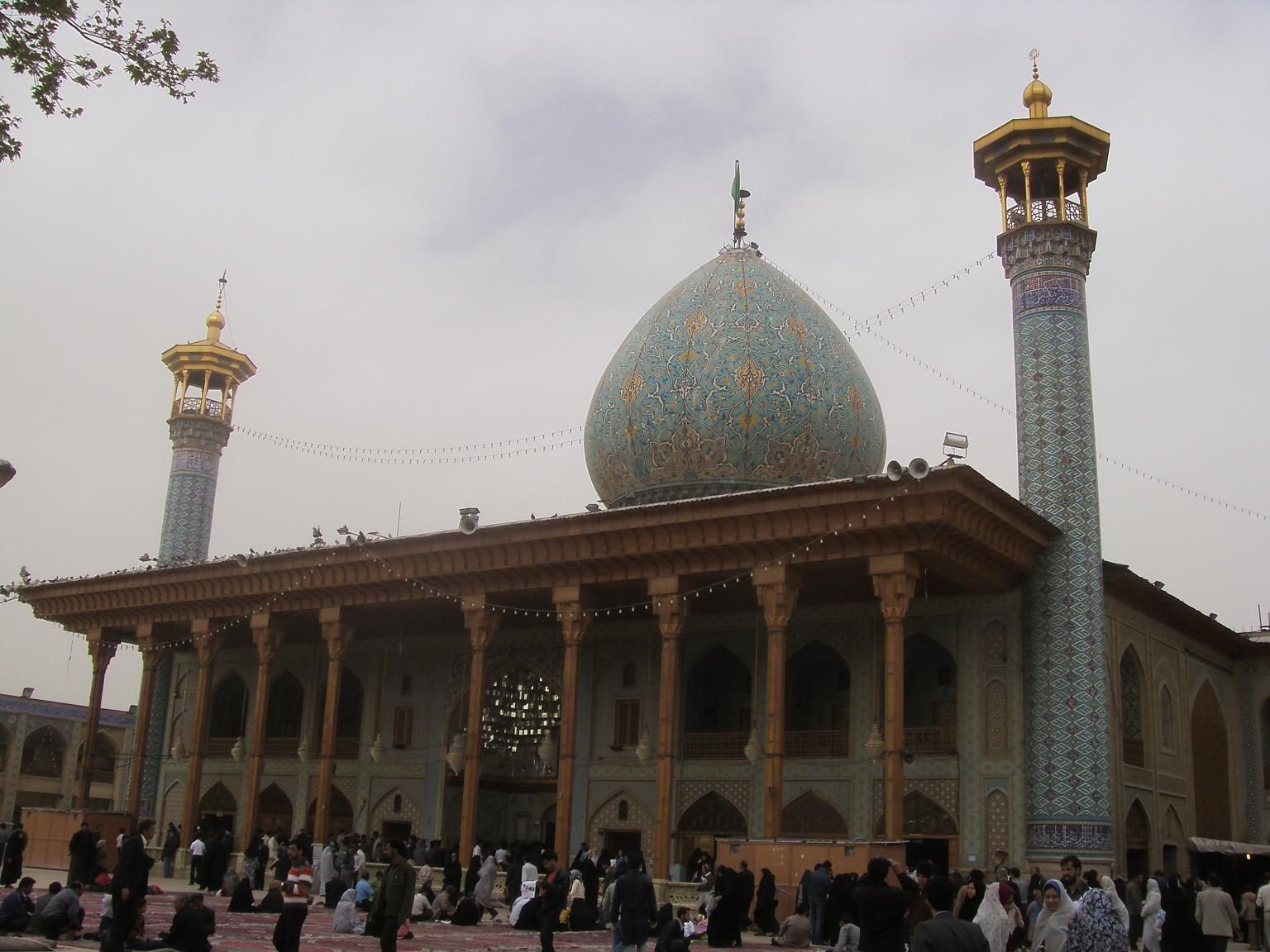
Moscheea Shah Cheragh, Shiraz, Iran.
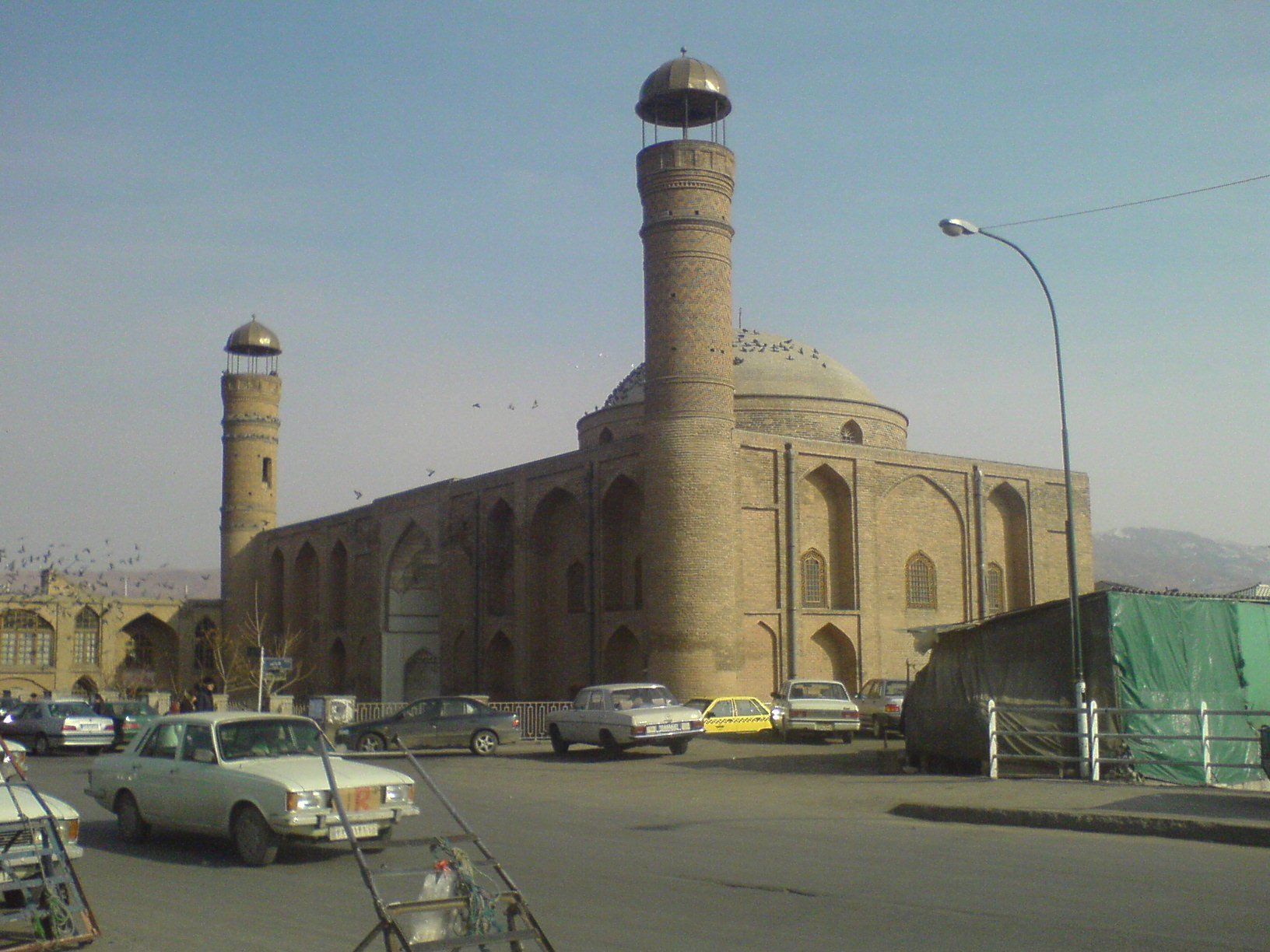
Moscheea Saheb-ol-Amr, Tabriz, Iran.